# Sri-lankische Badmintonmeisterschaft 2008
Die Sri-lankische Badmintonmeisterschaft 2008 fand im Dezember 2008 in Colombo statt. Es war die 56. Austragung der nationalen Titelkämpfe im Badminton in Sri Lanka.

## Austragungsort
- Royal College Sports Complex, Colombo

## Finalergebnisse
| Disziplin    | Sieger                                | Finalist                              | Ergebnis            |
| ------------ | ------------------------------------- | ------------------------------------- | ------------------- |
| Herreneinzel | Niluka Karunaratne                    | Diluka Karunaratne                    | 21-10, 21-8         |
| Dameneinzel  | Chandrika de Silva                    | Achini Ratnasiri                      | 7-21, 24-22, 21-16  |
| Herrendoppel | Dinuka Karunaratne Diluka Karunaratne | Niluka Karunaratne Ramindu Ranasinghe | 21-18, 13-21, 21-17 |
| Damendoppel  | Chandrika de Silva Nadeesha Gayanthi  | Achini Ratnasiri Upuli Weerasinghe    | 21-9, 21-18, 21-16  |
| Mixed        | Niluka Karunaratne Chandrika de Silva | Hasitha Chanaka Upuli Weerasinghe     | 21-10, 21-10        |